# 阿爾文·利伯曼
阿尔文·M·利伯曼(Alvin Meyer Liberman， 1917年5月10日－2000年1月13日)，康涅狄格大学心理学教授，耶鲁大学语言学教授，哈斯金斯研究院的创办人和院长。研究过声音输出机，一种可以扫描，打印，和英语字母表中的每一个组成部分，产生选择性声模式，用来帮助盲人。